# أدريان ماثام
ادريان ماثام (1590-1660) (بالإنجليزية: Adriaen Matham) كان فنانا هولنديا ونحاتا وتاجرا للتحف الفنية. أدريان ماثام هو ابن النحات الهولندي جاكوب ماثام وهو أخ لثيودور ماثام، قام برحلة إلى المغرب ما بين (1640-1641) .

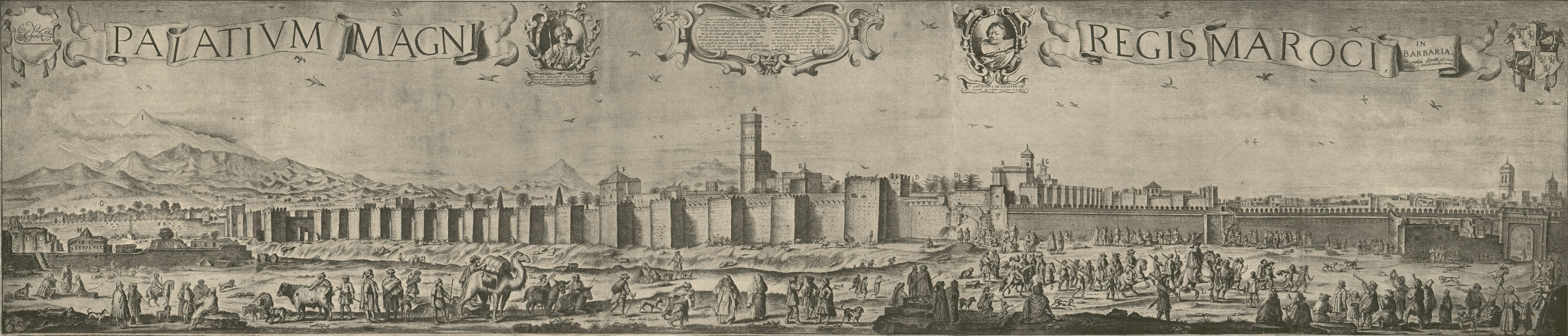
مراكش وقصر البديع. لوحة أدريان ماثام, 1640

.

## أعماله

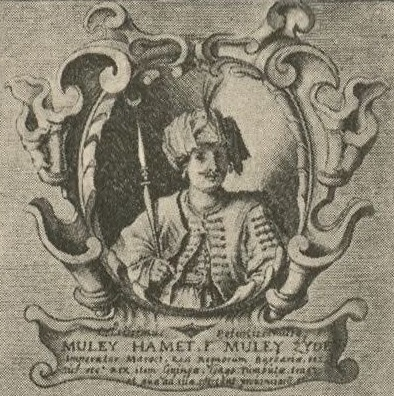
سلطان المغرب السعدي محمد الشيخ الصغير
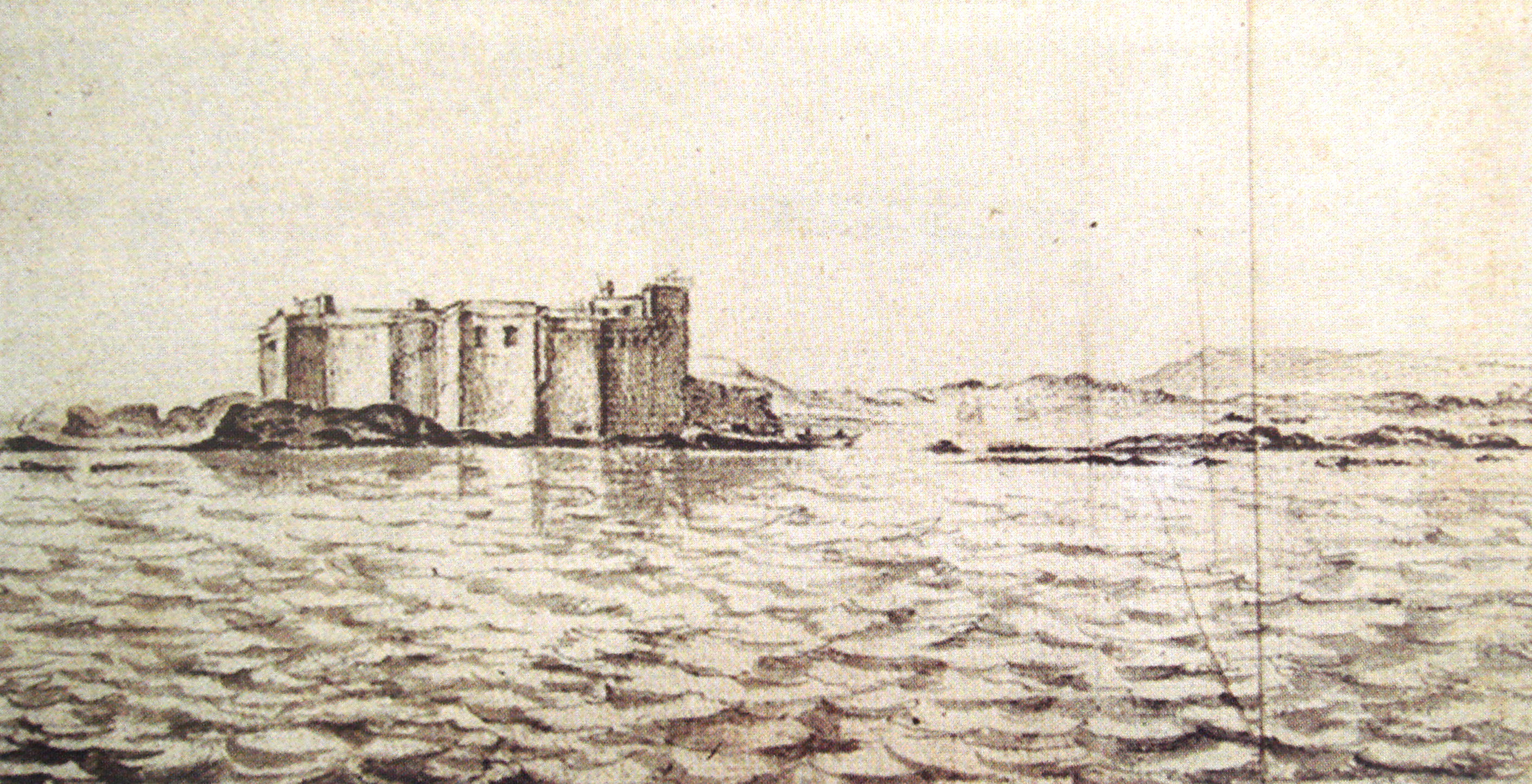
كاسطيلو ريال ,الصويرة لأدريان ماثام